# Förhistorisk japansk konst

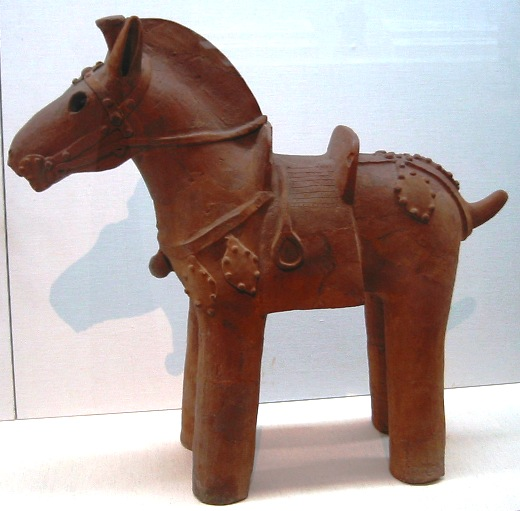
En haniwahäst med sadel och stigbyglar, 500-talet, Tokyos nationalmuseum.

Forntida japansk konst har minst 13 000-åriga rötter, och tidig japansk konst har inte minst uttryckt sig inom keramiken. För 2000 år sedan började kulturell och konstnärlig påverkan från Kina och Korea, överförd till den japanska arkipelagen via flera invandringsvågor.

## Utveckling
Den första vågen av bosättare som lämnat sitt avtryck i den japanska konsthistorien är jomonkulturen, som fått sitt namn efter den svulstigt dekorerade snörkeramik de producerade under perioden 11 000 – 300 f.Kr. – den äldsta kända keramiken över huvud taget. Detta var en anmärkningsvärd bedrift eftersom keramik brukar få markera övergången mellan mesolitiska nomadkulturer och de jordbrukande neolitiska kulturerna, men jomonfolket kan vid denna tid på sin höjd ha varit fast bosatta säsongsvis. Samma repmönster återkommer på de fantastiska och ofta starkt abstraherade figuriner i lera, dogu, som antas använts som talismaner. Sedan Jomonmänniskorna blivit mer bofasta omkring 2 000–1000 f.Kr. levdÉe de i enkla hyddor, muro, en rund grop med träpelare som bar ett tak av halm. Med jordbruket kunde jomonsamhällena växa till städer med en befolkning på hundrals, om inte till och med tusentals, människor. Man har även funnit kristallsmycken från denna period.
Nästa våg av immigranter, yayoikulturen, introducerade koppar, järn, risodling och shintoism i Japan under perioden 350 f.Kr.–300 e.Kr.. Det är under denna period som de första spåren av kulturell påverkan från Kina och Korea gör sig påmind genom introduktionen av flera avancerade teknologier som drejad och bränd keramik, rikt dekorerade metallvaser och ceremoniella objekt samt utvecklingen av ett stratifierat klassamhälle. De många vackra bronsklockor, dotaku, som denna period lämnat efter sig tros ha tjänat som symboler för politiska allianser. 
Den tredje invandringsvågen var kofunkulturen (250–552) och det var under denna period som förändringar av yayoikulturen, som antingen berodde på yttre påverkan eller en inre utveckling, ledde till att olika folkgrupper började ingå politiska allianser och sammansmälte till en nation. 
Kofunperiodens mest markanta bidrag till eftervärlden är de ofta spektakulära ring- eller nyckhålsformade gravhögarna som givit perioden dess namn. Den största, uppförd för kejsaren Nintoku, är drygt 400 meter lång och omkring 30 meter hög och omgiven av flera vallgravar. Kring dessa gravhögar placerades små figurativa men mycket gåtfulla keramikskulpturer, haniwa. Även om deras funktion förblir omdiskuterad, ger de en enastående inblick i dessa människors vardag och syn på sig själva. De flesta haniwafigurerna föreställer soldater, vilket antyder de många krig under perioden som återberättas i de svårtyda japanska historiekrönikorna Kojiki och Nihongi från början av 700-talet. Många haniwafigurer föreställer dock bönder, husdjur, byggnader och alla möjliga objekt. I gravhögarna har man också funnit guldsmycken och vackra glas- och keramikkärl.
Gradvis kom de tidigare nedsänkta bostäderna att ersättas av byggnader på ett plattform uppburen av pelare, en byggnadsform som förmodligen utvecklades för att skydda spannmålsmagasin från till exempel råttor.

## Bildgalleri

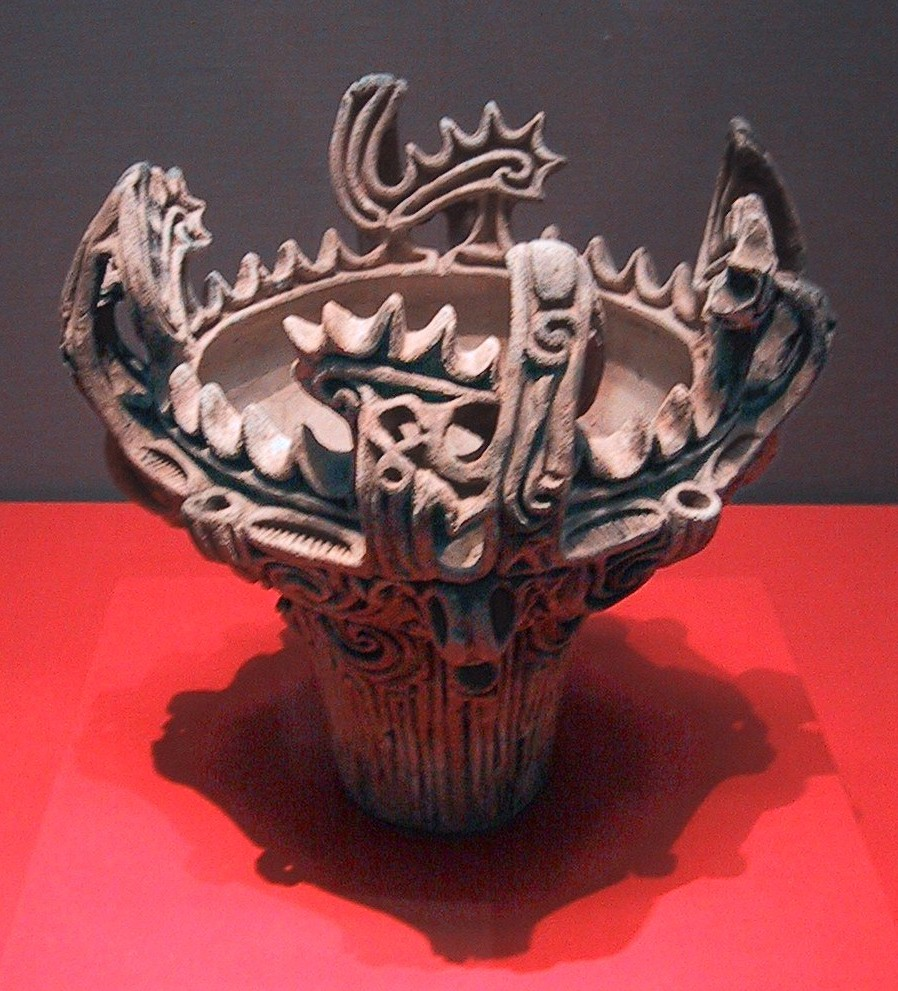
Lerkärl från Jomonkulturen, (3 000–2 000 f.Kr.).
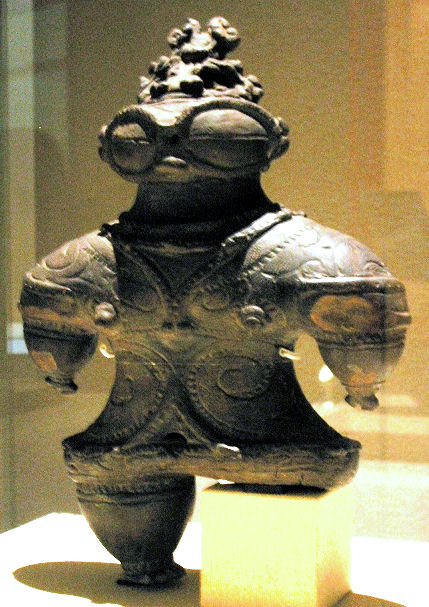
En dogu från jomonperioden, 1 000–400 f.Kr., Tokyos nationalmuseum.
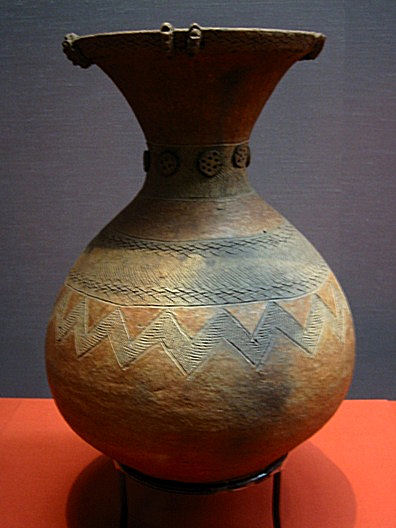
Kruka från Yayoiperioden, ca 100 – 200 e.Kr., funnen i Kugahara, Otaku, Tokyo, Tokyos nationalmuseum.